# أنيتا هوساريتش
أنيتا هوساريتش مواليد 27 يونيو 1994 في البوسنة والهرسك، هي لاعبة كرة مضرب بوسنية. أعلى تصنيف لها في الفردي كان 633. أعلى تصنيف لها في الزوجي كان 433.

## النهائيات

### الزوجي
| الحصيلة | الرقم | التاريخ       | الدورة         | الأرضية | الشريك          | المنافس                            | النتيجة          |
| ------- | ----- | ------------- | -------------- | ------- | --------------- | ---------------------------------- | ---------------- |
| الفوز   | 1.    | 7 نوفمبر 2011 | المنستير، تونس | صلبة    | فيكتوريا توموفا | أناستازيا خارتشينكو نيكول ميليتشار | 6–3, 5–7, [10–5] |
| الوصافة | 1.    | 8 يوليو 2013  | ياش، رومانيا   | ترابية  | كاترينا سليوسار | إرينا ماريا بارا ديانا بوزيان      | 2–6, 1–6         |

## روابط خارجية
- أنيتا هوساريتش على موقع رابطة محترفات التنس (الإنجليزية)
- أنيتا هوساريتش على موقع الاتحاد الدولي لكرة المضرب (الإنجليزية)
- أنيتا هوساريتش على موقع كأس بيلي جين كينغ (الإنجليزية)
- أنيتا هوساريتش على موقع خلاصة التنس.كوم (الإنجليزية)